# Liste der Bodendenkmäler in Egling
Auf dieser Seite sind die Bodendenkmäler in der oberbayerischen Gemeinde Egling zusammengestellt. Diese Tabelle ist eine Teilliste der Liste der Bodendenkmäler in Bayern. Grundlage ist die Bayerische Denkmalliste, die auf Basis des Bayerischen Denkmalschutzgesetzes vom 1. Oktober 1973 erstmals erstellt wurde und seither durch das Bayerische Landesamt für Denkmalpflege geführt wird. Die folgenden Angaben ersetzen nicht die rechtsverbindliche Auskunft der Denkmalschutzbehörde.

## Bodendenkmäler in Egling
| Lage                               | Objekt | Akten-Nr.     | Bild                                  |
| ---------------------------------- | --- | ------------- | ------------------------------------- |
| (Standort)                         | Verebnete Viereckschanze der späten Latènezeit. | D-1-8034-0001 |                                       |
| (Standort)                         | Verebnete Viereckschanze der späten Latènezeit. | D-1-8034-0002 |                                       |
| (Standort)                         | Burgstall des Mittelalters und der frühen Neuzeit (Schloss Hornstein). | D-1-8034-0004 |                                       |
| (Standort)                         | Grabhügel vorgeschichtlicher Zeitstellung. | D-1-8034-0006 |                                       |
| (Standort)                         | Viereckschanze der späten Latènezeit. | D-1-8034-0007 |                                       |
| (Standort)                         | Körpergräber der späten römischen Kaiserzeit. | D-1-8034-0008 |                                       |
| (Standort)                         | Körpergräber des frühen Mittelalters. | D-1-8034-0009 |                                       |
| (Standort)                         | Körper- und Tuffplattengräber des frühen Mittelalters. | D-1-8034-0011 |                                       |
| (Standort)                         | Viereckschanze der späten Latènezeit. | D-1-8034-0014 | weitere Bilder                        |
| (Standort)                         | Verebnete Grabhügel vorgeschichtlicher Zeitstellung. | D-1-8034-0049 |                                       |
| (Standort)                         | Siedlung vor- und frühgeschichtlicher Zeitstellung. | D-1-8034-0051 |                                       |
| (Standort)                         | Burgstall des hohen und späten Mittelalters sowie Siedlung der römischen Kaiserzeit. | D-1-8034-0106 |                                       |
| (Standort)                         | Grabhügel vorgeschichtlicher Zeitstellung | D-1-8034-0122 |                                       |
| (Standort)                         | Körper- und Tuffplattengräber des frühen Mittelalteters. | D-1-8034-0139 |                                       |
| (Standort)                         | Verebnete Grabhügel vorgeschichtlicher Zeitstellung. | D-1-8034-0144 |                                       |
| Dorfstraße 3 (Standort)            | Untertägige mittelalterliche und frühneuzeitliche Befunde im Bereich der katholischen Filial- und Kuratiekirche Mariä Himmelfahrt in Ergertshausen und ihres Vorgängerbaus.                       | D-1-8034-0175 | weitere Bilder                        |
| Kirchstraße 3 (Standort)           | Untertägige mittelalterliche und frühneuzeitliche Befunde im Bereich der katholischen Filialkirche St. Johann Baptist in Neufahrn und ihres Vorgängerbaus                                         | D-1-8034-0177 | weitere Bilder                        |
| (Standort)                         | Untertägige frühneuzeitliche Befunde im Bereich der Annakapelle in Neufahrn und ihres Vorgängerbaus (St. Leonhard).                                                                               | D-1-8034-0179 |                                       |
| Am Kaltenbach 6 (Standort)         | Untertägige mittelalterliche und frühneuzeitliche Befunde im Bereich der katholischen Filialkirche St. Georg in Puppling und ihres Vorgängerbaus sowie Tuffplattengräber des frühen Mittelalters. | D-1-8034-0181 | weitere Bilder                        |
| (Standort)                         | Grabhügel vorgeschichtlicher Zeitstellung. | D-1-8034-0219 |                                       |
| (Standort)                         | Grabhügel vorgeschichtlicher Zeitstellung. | D-1-8035-0002 |                                       |
| (Standort)                         | Reihengräberfeld des frühen Mittelalters. | D-1-8035-0006 |                                       |
| (Standort)                         | Grabhügel vorgeschichtlicher Zeitstellung. | D-1-8035-0007 |                                       |
| (Standort)                         | Viereckschanze der späten Latènezeit. | D-1-8035-0008 |                                       |
| (Standort)                         | Burgstall des hohen Mittelalters (Schanzberg). | D-1-8035-0010 |                                       |
| (Standort)                         | Tuffplattengräber des frühen Mittelalters. | D-1-8035-0011 |                                       |
| (Standort)                         | Burgstall des hohen oder späten Mittelalters. | D-1-8035-0013 |                                       |
| (Standort)                         | Verebnete Grabhügel vorgeschichtlicher Zeitstellung. | D-1-8035-0014 |                                       |
| (Standort)                         | Verebnete Grabhügel vorgeschichtlicher Zeitstellung. | D-1-8035-0016 |                                       |
| (Standort)                         | Grabhügel vorgeschichtlicher Zeitstellung. | D-1-8035-0017 |                                       |
| (Standort)                         | Verebnete Viereckschanze der späten Latènezeit. | D-1-8035-0018 |                                       |
| (Standort)                         | Körper- und Tuffplattengräber des frühen Mittelalters. | D-1-8035-0062 |                                       |
| (Standort)                         | Grabhügel vorgeschichtlicher Zeitstellung. | D-1-8035-0063 |                                       |
| (Standort)                         | Körpergräber vor- und frühgeschichtlicher Zeitstellung. | D-1-8035-0064 |                                       |
| (Standort)                         | Verebneter Grabhügel vorgeschichtlicher Zeitstellung. | D-1-8035-0069 |                                       |
| (Standort)                         | Körper- und Tuffplattengräber des frühen Mittelalters. | D-1-8035-0114 |                                       |
| (Standort)                         | Siedlung vor- und frühgeschichtlicher Zeitstellung. | D-1-8035-0115 |                                       |
| (Standort)                         | Untertägige spätmittelalterliche und frühneuzeitliche Befunde im Bereich der katholischen Kapelle St. Georg in Eulenschwang.                                                                      | D-1-8035-0117 | weitere Bilder                        |
| Hauptstraße 13 (Standort)          | Untertägige mittelalterliche und frühneuzeitliche Befunde im Bereich der katholischen Pfarrkirche St. Martin in Egling und ihrer Vorgängerbauten.                                                 | D-1-8035-0120 | weitere Bilder                        |
| (Standort)                         | Untertägige spätmittelalterliche und frühneuzeitliche Befunde im Bereich der katholischen Wallfahrtskirche St. Sebald bei Egling und ihres Vorgängerbaus.                                         | D-1-8035-0122 | weitere Bilder                        |
| (Standort)                         | Grabhügel vorgeschichtlicher Zeitstellung. | D-1-8035-0124 |                                       |
| Münchner Straße 2 (Standort)       | Untertägige mittelalterliche und frühneuzeitliche Befunde im Bereich der katholischen Pfarrkirche St. Nikolaus in Deining und ihrer Vorgängerbauten                                               | D-1-8035-0125 | weitere Bilder                        |
| Wolfratshauser Straße 1 (Standort) | Untertägige mittelalterliche und frühneuzeitliche Befunde im Bereich der katholischen Pfarrkirche St. Valentin in Endlhausen und ihrer Vorgängerbauten.                                           | D-1-8035-0126 | weitere Bilder                        |
| Hauptstraße 14 (Standort)          | Untertägige mittelalterliche und frühneuzeitliche Befunde im Bereich der katholische Pfarrkirche St. Peter und Paul in Thanning und ihres Vorgängerbaus.                                          | D-1-8035-0128 | weitere Bilder                        |
| Hauptstraße 13 (Standort)          | Untertägige mittelalterliche und frühneuzeitliche Befunde im Bereich der katholischen Filialkirche St. Valentin in Aufhofen und ihres Vorgängerbaus.                                              | D-1-8035-0130 | weitere Bilder                        |
| (Standort)                         | Untertägige mittelalterliche und frühneuzeitliche Befunde im Bereich der katholischen Filialkirche St. Georg in Feldkirchen und ihres Vorgängerbaus.                                              | D-1-8035-0137 | weitere Bilder                        |
| (Standort)                         | Untertägige mittelalterliche und frühneuzeitliche Befunde im Bereich der katholischen Filialkirche St. Andreas in Geilertshausen und ihres Vorgängerbaus                                          | D-1-8035-0139 | weitere Bilder                        |
| (Standort)                         | Grabhügel vorgeschichtlicher Zeitstellung. | D-1-8134-0001 |                                       |
| (Standort)                         | Brandgräber der späten Bronzezeit oder frühen Urnenfelderzeit. | D-1-8135-0024 |                                       |
| (Standort)                         | Körpergräber des frühen Mittelalters. | D-1-8135-0074 |                                       |
| (Standort)                         | Untertägige mittelalterliche und frühneuzeitliche Befunde im Bereich von Schloss Harmating mit Schlosskapelle und abgegangenem Wirtschaftshof.                                                    | D-1-8135-0075 | weitere Bilder                        |
| Kirchweg 4 (Standort)              | Untertägige mittelalterliche und frühneuzeitliche Befunde im Bereich der katholischen Kapelle St. Elisabeth in Siegertshofen und ihres Vorgängerbaus.                                             | D-1-8135-0077 | mittelalterliche und frühneuzeitliche |
| (Standort)                         | Untertägige spätmittelalterliche und frühneuzeitliche Befunde im Bereich der katholischen Kapelle St. Koloman in Reichertshausen.                                                                 | D-1-8135-0079 | weitere Bilder                        |
| (Standort)                         | Untertägige frühneuzeitliche Befunde im Bereich der katholischen Kapelle St. Leonhard in Harmating.                                                                                               | D-1-8135-0083 | weitere Bilder                        |
| (Standort)                         | Grabhügel vorgeschichtlicher Zeitstellung. | D-1-8135-0097 |                                       |